# Marblepsis kibwezi
Marblepsis kibwezi är en fjärilsart som beskrevs av Collenette 1932. Marblepsis kibwezi ingår i släktet Marblepsis och familjen tofsspinnare. Inga underarter finns listade i Catalogue of Life.